# Leioproctus striatulus
Leioproctus striatulus är en biart som först beskrevs av Rayment 1959.  Leioproctus striatulus ingår i släktet Leioproctus och familjen korttungebin. Inga underarter finns listade i Catalogue of Life.

## Bildgalleri

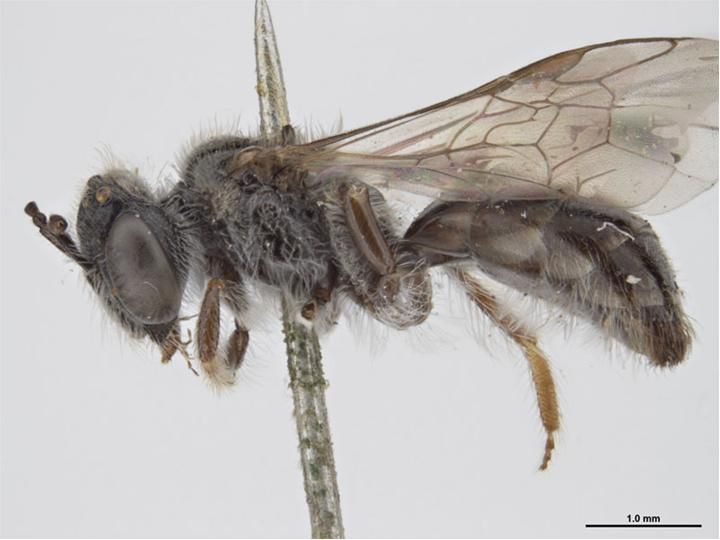